# Каролін (станція метро)
Каролін — споруджувана кінцева станція лінії M2 Варшавського метрополітену і знаходитиметься за станцією Хшанув. Має розташовуватись в районі Бемово біля перетину вулиць Полчинська і Сохачевська. За станцією розташовуватиметься електродепо ТЧ-2 «Каролін», що обслуговуватиме другу лінію. Відкриття заплановане на 2026 рік.